# سارا أحمدي
سارا أحمدي (بالفارسية: سارا احمدی) هي عالمة موسيقى وملحنة إيرانية، ولدت في 19 مارس 1978.